# Paragomphus machadoi
Paragomphus machadoi – gatunek ważki z rodziny gadziogłówkowatych (Gomphidae).